# كارل سبونر
كارل سبونر (بالإنجليزية: Karl Spooner)‏ هو لاعب كرة قاعدة أمريكي، ولد في 23 يونيو 1931 في إوريسكاني في الولايات المتحدة، وتوفي في 10 أبريل 1984 في فيرو بيتش ‏ في الولايات المتحدة بسبب سرطان الكبد.

## وصلات خارجية
- كارل سبونر على موقع دوري كرة القاعدة الرئيسي (الإنجليزية)
- كارل سبونر على موقعبيزبول رفرنس.كوم (الدوري الرئيسي) (الإنجليزية)
- كارل سبونر على موقعبيزبول رفرنس.كوم (الدوري الثانوي) (الإنجليزية)
- كارل سبونر على موقع جمعية أبحاث البيسبول الأمريكية (الإنجليزية)
- كارل سبونر على موقع إي إس بي إن.كوم (أم.أل.بي) (الإنجليزية)
- كارل سبونر على موقع مشجعي الرسوم البيانية (الإنجليزية)